# 丸山英人
丸山 英人（まるやま ひでと）は日本の小説家。『隙間女(幅広)』で第15回電撃小説大賞受賞。

## 概要
物語のネタを考え始めたのは高専の頃からで、実際に書き始めたのは大学に入ってからになる。研究がうまくいっていない時に執筆していた。ライトノベルに触れたのは小学生頃で、きっかけは4つ年上の兄の影響だという。本はいろいろ読むが、好きな作品や作家を聞かれるとこれといったものが出てこないものの、『ルナル・サーガ』を強いて挙げている。

## 作品一覧

### アスキー・メディアワークス刊行
- 夜と血のカンケイ。（イラスト：osa、『電撃文庫』、全3巻）
- 隙間女(幅広)（イラスト：ミヤスリサ、『電撃文庫』、全1巻）
- おまえなんぞに娘はやれん（イラスト：月神るな、『電撃文庫』、全1巻）
- 七人ミサキも恋をする（イラスト： かれい、『電撃文庫』、全2巻）
- ニートの恩返し（イラスト：明坂いく、『電撃文庫』、全1巻）
- 彼女はとても溶けやすい（イラスト：REI、『電撃文庫』、全1巻）

### 小学館刊行
- 疑心恋心（イラスト：ATARU、『ガガガ文庫』、全1巻）